# Пізньоцвіт трилистий
Пізньоцвіт трилистий, пізньоцвіт анкарський як Colchicum ancyrense (Colchicum triphyllum) — вид рослин з родини пізньоцвітових (Colchicaceae); зростає у середземноморсько-чорноморському регіоні та в пн.-зх. Ірані.

## Опис
Багаторічна рослина 10–15 см. Квітки і листки розвиваються одночасно навесні. Листки лінійні або лінійно-ланцетні, 4–8 мм шириною. Квітки рожево-фіолетові.

## Поширення
Поширений у середземноморсько-чорноморському регіоні та в північно-західному Ірані.
В Україні вид зростає на степових сухих схилах — у південно-західній ч. Степи, зрідка; в Криму (степова частина і ПБК).